# Schizoglossum cordifolium
Schizoglossum cordifolium là một loài thực vật có hoa trong họ La bố ma. Loài này được E. Mey. miêu tả khoa học đầu tiên năm 1838.